# NGC 722
NGC 722 is een spiraalvormig sterrenstelsel in het sterrenbeeld Ram. Het hemelobject werd op 2 december 1861 ontdekt door de Duits-Deense astronoom Heinrich Louis d'Arrest.

## Synoniemen
- PGC 7098
- UGC 1379
- MCG 3-5-32
- ZWG 460.46

## Beta Arietis (Sheratan)
Vanaf de aarde gezien staat het stelsel NGC 722 6,9 boogminuten ten zuidoosten van de heldere ster Beta Arietis (β Arietis, Sheratan). Op sommige telescopisch verkregen foto's waar NGC 722 op te zien is, kan tevens het schijnsel van Sheratan opgemerkt worden. Amateurastronomen kunnen Sheratan aanwenden als gidsster om op zoek te gaan naar het stelsel NGC 722.